# Jean Sanguin de Meudon
Jean Sanguin de Meudon († um 1539/40) war ein französischer Adliger und Lieutenant du Gouverneur de Paris.

## Leben
Jean Sanguin war der älteste Sohn von Antoine Sanguin († 1500), Seigneur de Meudon, La Honville, Lunesy etc., Maître des eaux et forêts de France, Champagne et Brie, und Marie Simon. Er war der ältere Bruder von Kardinal Antoine Sanguin de Meudon und Onkel von Anne de Pisseleu d’Heilly, der Mätresse des Königs Franz I.
Mit dem Tod seines Vaters erbte er Meudon und Angervilliers. Er war zu dieser Zeit bereits mündig, da sein Vater zwar seinen jüngeren Bruder Antoine für mündig erklärte, kurz bevor er selbst starb, ihn jedoch nicht, weil es nicht mehr erforderlich war. Seine Karriere kam allerdings erst in Gang, nachdem seine Nichte die Mätresse des Königs geworden war: Franz I. machte ihn zum Maître d’Hôtel du Roi, am 12. März 1534 war er Lieutenant (Stellvertreter) von Antoine de La Rochefoucauld, Seigneur de Barbezieux, als Gouverneur von Paris und Île-de-France. Die zweite Aufgabe war zwei Jahre später wohl beendet, da Jean du Bellay, der Bischof von Paris, am 21. Juli dieses Amt antrat.
Er heiratete Marguerite de Sains, die Ehe blieb ohne Nachkommen. Sein Erbe wurde sein Bruder, der Kardinal Antoine Sanguin, der wiederum seine Güter an Anne de Pisseleu vererbte.